# Roseanne Barrová
Roseanne Barrová (nepřechýleně Barr, * 3. listopadu 1952, Salt Lake City, Utah) je americká herečka a komička. V letech 1988 až 1997 představovala hlavní roli v komediálním seriálu Roseanne (za tuto roli byla v roce 1992 nominována na Zlatý glóbus). Rovněž hrála ve filmech Vztek (1995) nebo Šílený Cecil (2000) a namluvila také jednu z hlavních postav ve filmu U nás na farmě (2004). V letech 1990 až 1994 byl jejím manželem herec Tom Arnold. V roce 2012 kandidovala za Stranu míru a svobody na post prezidenta Spojených států amerických. Získala necelých 50 000 hlasů.